# William Shakespeares Romeo + Julia
William Shakespeares Romeo + Julia ist ein Filmdrama von Baz Luhrmann aus dem Jahr 1996, basierend auf dem Theaterstück Romeo und Julia von William Shakespeare (1596). Die Hauptrollen spielen Leonardo DiCaprio und Claire Danes. Der Film startete am 13. März 1997 in den bundesdeutschen Kinos.

## Handlung
Die jungen Männer der zwei verfeindeten Familien Montague und Capulet liefern sich bei jeder Gelegenheit Schlägereien, obwohl die Familienoberhäupter zu Mäßigung mahnen. Nachdem bei einer Schießerei eine Tankstelle in Flammen aufgegangen ist, werden die Familien von der Polizei ultimativ dazu ermahnt, ab sofort Frieden zu wahren.
Romeo, Sohn der Familie Montague, nimmt zunächst unerkannt an einer Kostümparty im Haus der Capulets teil und trifft auf die Capulet-Tochter Julia. Sie verlieben sich sofort ineinander, obwohl sie zunächst nicht einmal ihre Namen kennen. Nachdem sie sich bei einem heimlichen Bad im Pool ausgesprochen haben, möchten sie gleich am nächsten Tag heiraten und damit auch den langen Zwist zwischen den beiden Familien beilegen. Unterstützung finden sie bei Julias Amme und dem Pater Laurence, der die beiden traut.
Kurz darauf wird Romeos Freund Mercutio von Julias Vetter Tybalt im Streit getötet. Romeo, der zunächst zu deeskalieren versucht hat, ist außer sich vor Wut. Er verfolgt Tybalt und erschießt ihn. Dann sucht er Hilfe bei Pater Laurence, der ihm rät, die Nacht mit Julia zu verbringen und am frühen Morgen nach Mantua zu fliehen und dort zu bleiben, bis er Nachricht erhält.
Julias Eltern, die von Romeo immer noch nichts wissen, haben inzwischen die Hochzeit ihrer Tochter mit dem Frauenschwarm Graf Paris arrangiert. Als sie sich widersetzt, wird ihr Undankbarkeit vorgeworfen. Verzweifelt sucht auch sie bei Pater Laurence Rat und erhält von ihm eine Droge, die sie in einen 24-stündigen todesähnlichen Schlaf versetzen wird, um einer erzwungenen Ehe mit Graf Paris zu entkommen. Pater Laurence schickt Romeo sofort einen Expressbrief nach Mantua, um ihn über diesen Plan zu unterrichten. Der Brief kann jedoch in zwei Versuchen nicht zugestellt werden.
Romeo hat zwischen den zwei Zustellversuchen von seinem Diener Balthasar von Julias Tod erfahren; auch dieser weiß nichts von dem Plan. Verzweifelt fährt Romeo mit Balthasar zurück nach Verona, obwohl er dort wegen des Mordes an Tybalt von der Polizei gesucht wird. Er besorgt sich ein tödliches Gift, betritt die Gruft der Capulets, betrauert die dort aufgebahrte, vermeintlich tote Julia und trinkt sein Gift in dem Moment, in dem Julia wieder erwacht. Nachdem Julia zuschauen musste, wie ihr Geliebter aus Trauer um sie stirbt, erschießt sie sich mit Romeos Pistole.

## Kritik
„Aus Versatzstücken des aktuellen Actionkinos, der Popmusik-Kultur, einer gehörigen Dosis religiösem Kitsch und dem 400 Jahre alten Originaltext entstand eine durch die überbordende Fülle der Einfälle die Wahrnehmungsfähigkeiten des Zuschauers herausfordernde fulminante Version der Shakespeareschen Liebestragödie für die MTV-Generation. Trotz einiger Schwächen ist der Film insgesamt ein spannender Versuch, Shakespeare in einem aktuellen Kontext der Reflexion über Gewalt und moderne Medienkultur anzusiedeln.“

## Hintergrund
- Der Film ist der zweite Teil von Baz Luhrmanns Red Curtain Trilogy.
- Für die Hauptrollen sprachen Ewan McGregor, Christian Bale, Natalie Portman, Kate Winslet und Reese Witherspoon vor.
- William Shakespeares Romeo + Julia wurde von Januar bis April 1996 in Mexiko gedreht. Während eines Hurrikans wurde die Ermordung Mercutios gefilmt.
- Das Element Wasser hat in diesem Film eine besondere Bedeutung. Es symbolisiert die Reinheit der Liebe zwischen Romeo und Julia. Beide sind in verschiedenen Szenen unter Wasser zu sehen, sie sehen sich durch ein Aquarium das erste Mal und küssen sich im Pool. Durch Tybalts Tod in einem Brunnen wird die Reinheit dieser Liebe zerstört.

## Synchronfassung
Die deutsche Synchronfassung entstand bei der K2 Productions Ltd., in Berlin. Das deutsche Dialogbuch verfasste Joachim Kunzendorf, der auch die deutsche Dialogregie übernahm.
| Rolle             | Darsteller(in)     | Synchronisation    |
| ----------------- | ------------------ | ------------------ |
| Romeo             | Leonardo DiCaprio  | Gerrit Schmidt-Foß |
| Julia             | Claire Danes       | Nana Spier         |
| Gloria Capulet    | Diane Venora       | Monica Bielenstein |
| Fulgenico Capulet | Paul Sorvino       | Wolfgang Dehler    |
| Ted Montague      | Brian Dennehy      | Werner Ehrlicher   |
| Caroline Montague | Christina Pickles  | Inken Sommer       |
| Benvolio          | Dash Mihok         | Frank Schaff       |
| Pater Laurence    | Pete Postlethwaite | Roland Hemmo       |
| Tybalt Capulet    | John Leguizamo     | Michael Bauer      |
| Mercutio          | Harold Perrineau   | Claudio Maniscalco |
| Prince            | Vondie Curtis-Hall | Jürgen Heinrich    |
| Amme              | Miriam Margolyes   | Roswitha Hirsch    |

## Weiteres

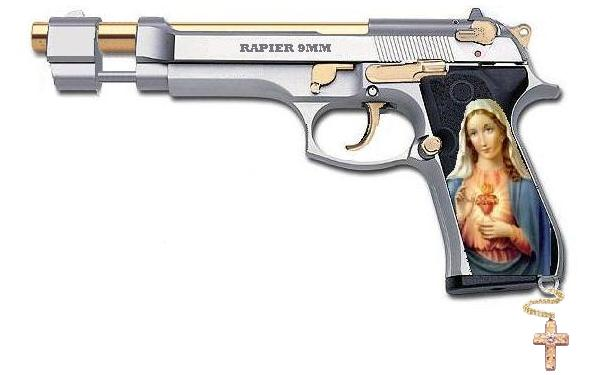
Tybalts Waffe

Unter anderem bekannt geworden ist der Film auch wegen der sehr speziell abgeänderten Fahrzeuge und Waffen.
Die modifizierten Automatik-Pistolen basieren auf dem Modell der Beretta 92FS und deren Lizenzversion Taurus PT92 oder PT96 sowie der Colt Combat Commander, einer Variante der Colt 1911. Die jeweils aufgravierte Namensgebung wurde dann an das Original von Shakespeares Version angepasst. So heißen die Schusswaffen Dagger (Dolch), Sword (Schwert) oder Rapier, jeweils ergänzt mit der entsprechenden Kaliberangabe.
Wie in Shakespeares Drama werden die Dialoge in Versen gesprochen.

## Soundtrack
William Shakespeare’s Romeo + Juliet: Music from the Motion Picture Volume 1
Capitol, 1996
1. #1 Crush – Garbage
2. Local God – Everclear
3. Angel – Gavin Friday
4. Pretty Piece of Flesh – One Inch Punch
5. Kissing You (Love Theme from Romeo + Juliet) – Des’ree
6. Whatever (I Had a Dream) – Butthole Surfers
7. Lovefool – The Cardigans
8. Young Hearts Run Free – Kym Mazelle
9. Everybody’s Free (To Feel Good) – Quindon Tarver und Libera
10. To You I Bestow – Mundy (Sänger)
11. Talk Show Host – Radiohead
12. Little Star – Stina Nordenstam
13. You and Me Song – The Wannadies

Der Abspannsong „Exit Music (For A Film)“ von Radiohead erschien auf ihrem Album OK Computer.
2006 kam die 10th Anniversary-Edition heraus, die als Bonustracks folgende Titel aus Volume 2 enthielt: „Introduction to Romeo“, „Kissing You (Love Theme from Romeo + Juliet) Instrumental“, „Young Hearts Run Free (Ballroom Version)“ – featuring Kym Mazelle, Harold Perrineau & Paul Sorvino.
Dazu erschien: „Everybody’s Free (To Wear Sunscreen) ‘07 Mix“ – Baz Luhrmann featuring Quindon Tarver.
William Shakespeare’s Romeo + Juliet: Music from the Motion Picture, Volume 2
Capitol, 1997, Komponisten und Produzenten: Nellee Hooper, Craig Armstrong und Marius de Vries
1. Prologue
2. O Verona
3. The Montague Boys – featuring Justin Warfield von One Inch Punch
4. Gas Station Scene
5. O Verona (Reprise)
6. Introduction to Romeo
7. Queen Mab Interlude
8. Young Hearts Run Free (Ballroom Version) – featuring Kym Mazelle, Harold Perrineau, & Paul Sorvino
9. Kissing You (Love Theme from Romeo + Juliet) Instrumental
10. Balcony Scene
11. When Doves Cry – Quindon Tarver und Libera (Chor)
12. A Challenge
13. Tybalt Arrives – featuring Butthole Surfers & The Dust Brothers
14. Fight Scene
15. Mercutio’s Death
16. Drive of Death
17. Slow Movement – komponiert von Craig Armstrong
18. Morning Breaks
19. Juliet’s Requiem
20. Mantua
21. Escape from Mantua – featuring Mundy
22. Death Scene
23. Liebestod (aus Tristan und Isolde)
24. Epilogue

## Auszeichnungen
Der Film gewann vier BAFTA Awards: Beste Regie, Bestes Drehbuch, Beste Musik und Beste Ausstattung.
Eine Oscar-Nominierung erhielt der Film in der Kategorie Bestes Szenenbild.
Auf der Berlinale 1997 gewann Baz Luhrmann den Alfred-Bauer-Preis für innovative Filmkunst. Leonardo DiCaprio erhielt den Silbernen Bären für seine Leistung als Bester Darsteller.
Bei den MTV Movie Awards wurde der Film in 6 Kategorien nominiert, gewann davon jedoch nur Claire Danes in der Kategorie beste weibliche Schauspielerin.
Die Deutsche Film- und Medienbewertung FBW in Wiesbaden verlieh dem Film das Prädikat wertvoll.